# 磯美沙紀
磯 美沙紀（いそ みさき、1990年7月30日 - ）は栃木県出身の女性タレントである。愛称は「みいころ」。血液型はO型、身長158cm、B74、W53、H82。スゥイートディレクション所属。

## 人物
- 川口短期大学卒。
- 2010年1月1日に放送された『キャンパスナイトフジスペシャル』で行われた公開オーディションで合格し、キャンパスナイターズに仲間入り。

## テレビ出演
- 東京DOGS-フジテレビジョン　エキストラ
- キャンパスナイトフジ-フジテレビ、キャンパスナイターズ3期生

## ラジオ出演
- ナイターズ　マル秘同窓会～もう一度ヤラせて～（下北FM、2011年3月26日）

## CM
- 西友-「盛ってます編」

## 写真集
- キャンパスナイトフジ しこたま卒業アルバム（2010年3月19日、講談社） ISBN 978-4-06-379441-0

## CD
- エロくないのにエロく聴こえる歌 〜しこたまがんばれ!〜（2010年3月17日、ポニーキャニオン） - キャンパスナイターズ